# Ryk Neethling
Ryk Neethling (Bloemfontein, 17 de novembro de 1977) é um nadador sul-africano, campeão olímpico no revezamento 4x100 metros livre em Atenas 2004. Foi o primeiro sul-africano a participar de quatro edições sucessivas de Jogos Olímpicos.
Fazendo parte da Universidade do Arizona, nos Estados Unidos, Ryk Neethling foi nove vezes campeão da NCAA e eleito nadador do ano em 1999.
Participou de sua primeira Olimpíada em Atlanta 1996, ficando em quinto lugar nos 1500 metros livres. Ele continuou a sua carreira internacional em 1998 nos Jogos da Commonwealth, ganhando a medalha de prata nos 1500 metros livres, mas apenas ficando em quinto lugar na mesma prova do Mundial de 1998. Em 1999, ele teve um grande Campeonato Pan-Pacífico, com a prata nos 1500m livre, e bronze nos 400m e 200 metros livre. Após conseguir um quinto lugar nos 1500m livres e oitavo nos 400m nas Olimpíadas de Sydney em 2000, ele decidiu parar de competir nos 1500m, concentrando-se de vez nos 50m e 100 metros livres. Nos Jogos da Commonwealth de 2002, ganhou a medalha de bronze nos 100m livre e ficou em quarto lugar nos 50 metros. Na edição de 2006 ganhou a prata nos 100m livre e foi ouro no revezamento 4x100m livres.
Ele atualmente detém o recorde sul-africano nos 200m, 400m, 800m e 1500m livres.
O destaque de sua carreira foi o ouro olímpico dos 4x100 m livres nas Olimpíadas de 2004, derrotando a equipe americana. Nessa Olimpíada também ficou em quarto nos 100m livres.
Em novembro de 2005, ele anunciou que recusou uma oferta multimilionária para mudar de nacionalidade e nadar para o Qatar, nos Jogos Olímpicos de Pequim em 2008.
Foi recordista mundial dos 100 metros medley em piscina curta entre 2005 e 2008.